# Neuvy-sur-Barangeon
 Neuvy-sur-Barangeon  es una población y comuna francesa, situada en la región de  Centro, departamento de Cher, en el distrito de Vierzon y cantón de Vierzon-2.

## Demografía
| 1048 | 1210 | 1107 | 1219 | 1221 | 1162 |
| Para los censos de 1962 a 1999 la población legal corresponde a la población sin duplicidades (Fuente: INSEE [Consultar]) |      |      |      |      |      |